# Erin O'Connor
Erin O'Connor MBE (9 de febrero de 1978) es una modelo británica.

## Primeros años
O'Connor nació y creció en Brownhills, West Midlands, asistiendo al Brownhills Community School. Creció en una familia católica de padre norirlandés. Durante una excursión fue descubierta por un cazatalentos.

## Modelaje
Sus primeras fotos publicadas fueron para Juergen Teller en i-D diciembre de 1996. Ha desfilado para John Galliano, Christian Dior, Donna Karan, Prada, Gianni Versace, Miu Miu, Jasper Conran, Giorgio Armani, Julien Macdonald, Jean-Paul Gaultier, Chado Ralph Rucci, Badgley Mischka y Dolce & Gabbana. Ha trabajado para fotógrafos como Patrick Demarchelier, Steven Meisel, Steven Klein, Nick Knight, Mario Testino, David Sims, Bryan Adams, Nadav Kander y figuró en las revistas Vogue, W, Elle, Harper's Bazaar, Harpers & Queen, i-D y Visionaire.  Figuró en la portada de enero de Vogue Reino Unido. Desde 2005 ha sido uno de los rostros de Marks and Spencer y en 2008 lanzó una línea de tinte de pelo llamado model.me para Toni & Guy, junto a Jamelia y Helena Christensen que ya nose produce.
Karl Lagerfeld la ha descrito como "una de las mejores modelos del mundo."

## Vida personal
Dio a luz a un niño llamado Albert Tate en julio de 2014 con su actual pareja Stephen Gibson. En marzo de 2019, O'Connor dio a luz a su segundo hijo.